# Дарем (Северная Каролина)
Да́рем (англ. Durham) — город в центре Северной Каролины, административный центр одноимённого округа. Население — 239 358 жителей (2012).

## География
Дарем находится на холмистой местности в восточно-центральной части плато Пидмонт. Город имеет общую площадь 245,8 км², из которых 245,1 км² зе́мли и 0,7 км² (0,29 %) — вода. Почва преимущественно глинистая, что не благоприятствует ведению сельского хозяйства. Через Дарем протекает река Ино, наряду с несколькими другими небольшими ручьями.

### Климат
Дарем имеет влажный субтропический климат в соответствии с классификацией Кёппена, с тёплым и влажным летом, прохладной зимой и мягкой весной и осенью. Дарем получает обильные осадки с грозами летом. Выпадает в среднем 170 мм снега в год, который обычно тает в течение нескольких дней.

## История
По местности, где находится Дарем, проходил Великий индейский торговый путь. В 1701 году красоту Дарема оценил английский исследователь Джон Лоусон, который назвал область «цветок из Каролины». Устойчивый рост населения Дарема приходится на момент, когда через него стала проходить почта в 1827 году. Приход железнодорожной инфраструктуры задерживался нежеланием населения отдавать свои пастбища под строительство железной дороги, но в 1849 году Бартлет С. Дарем подарил свои земли под строительство депо. Дальнейший рост населения продолжился после Гражданской войны в США, когда в Дареме началось производство табака. Увеличение товарооборота позволило Дарему получить статус города 10 апреля 1869 года. На то время Дарем находился в составе округа Орэндж. 17 апреля 1881 года город стал центром новосозданного округа Дарем.
В 1893 году в городе начала издаваться крупная ежедневная газета «Геральд-Сан» (The Herald-Sun).

## Инфраструктура
Дарем — крупнейший в Каролине образовательный центр. Здесь находится университет Дьюка, а также Школа науки и математики.
Имеются предприятия табачной и текстильной промышленности.
Вместе с Роли обслуживается Международным аэропортом Роли/Дарем.

## Города-побратимы
У Дарема — шесть городов побратимов:
- Аруша, Танзания
- Дарем, Великобритания
- Кострома, Россия
- Тояма, Япония
- Чжучжоу, КНР
- Кавала, Греция[4]

## Фотографии

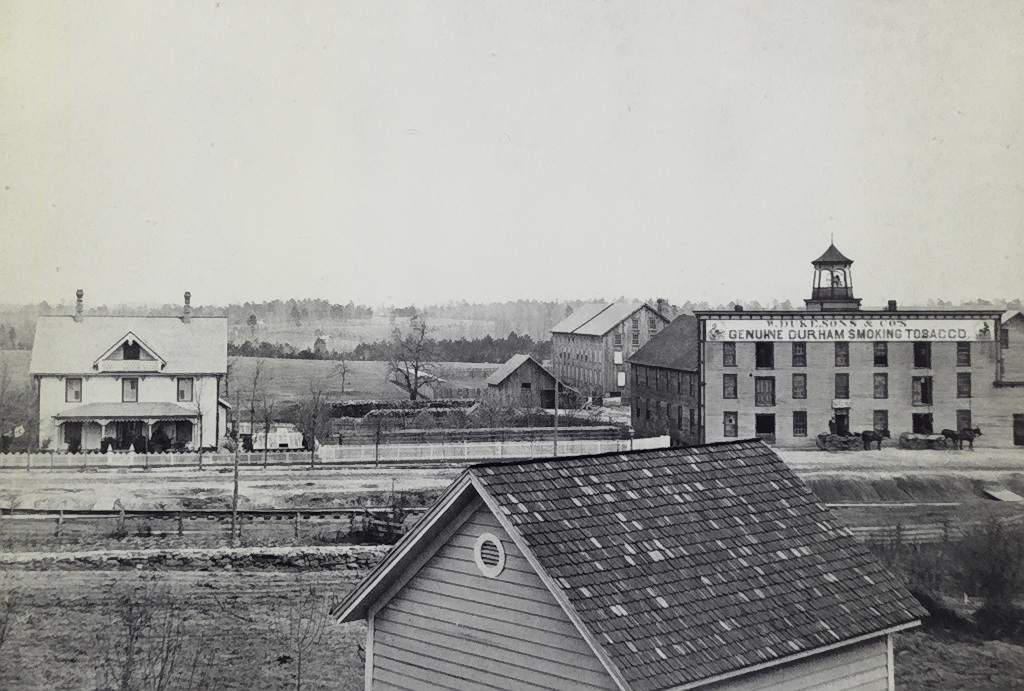
Табачная фабрика, 1883 год
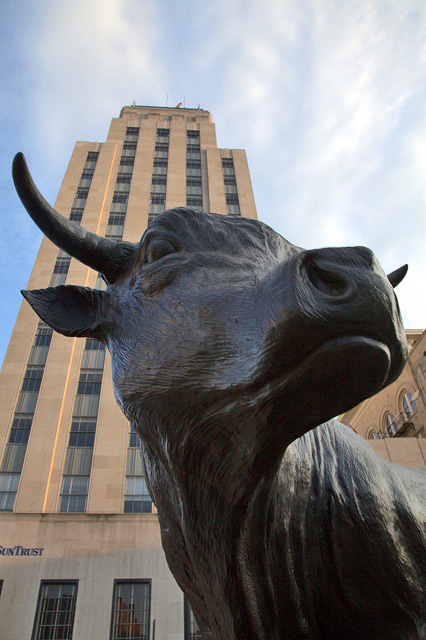
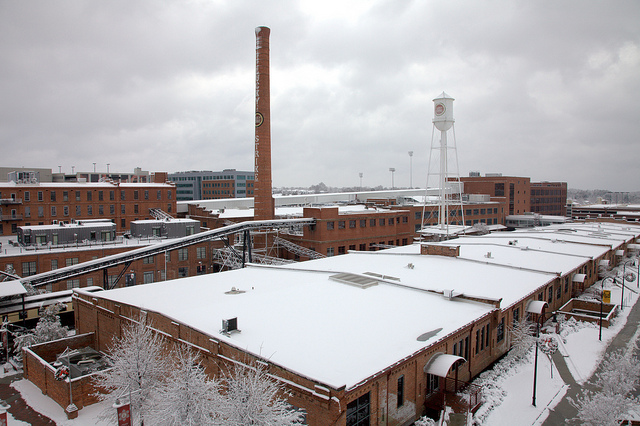
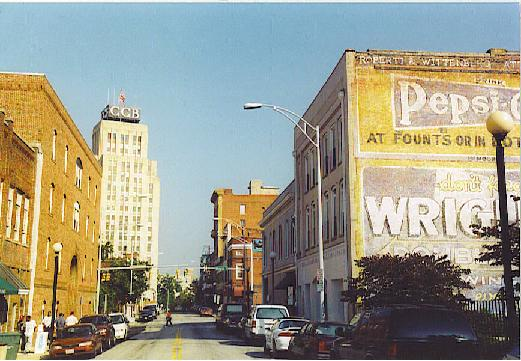
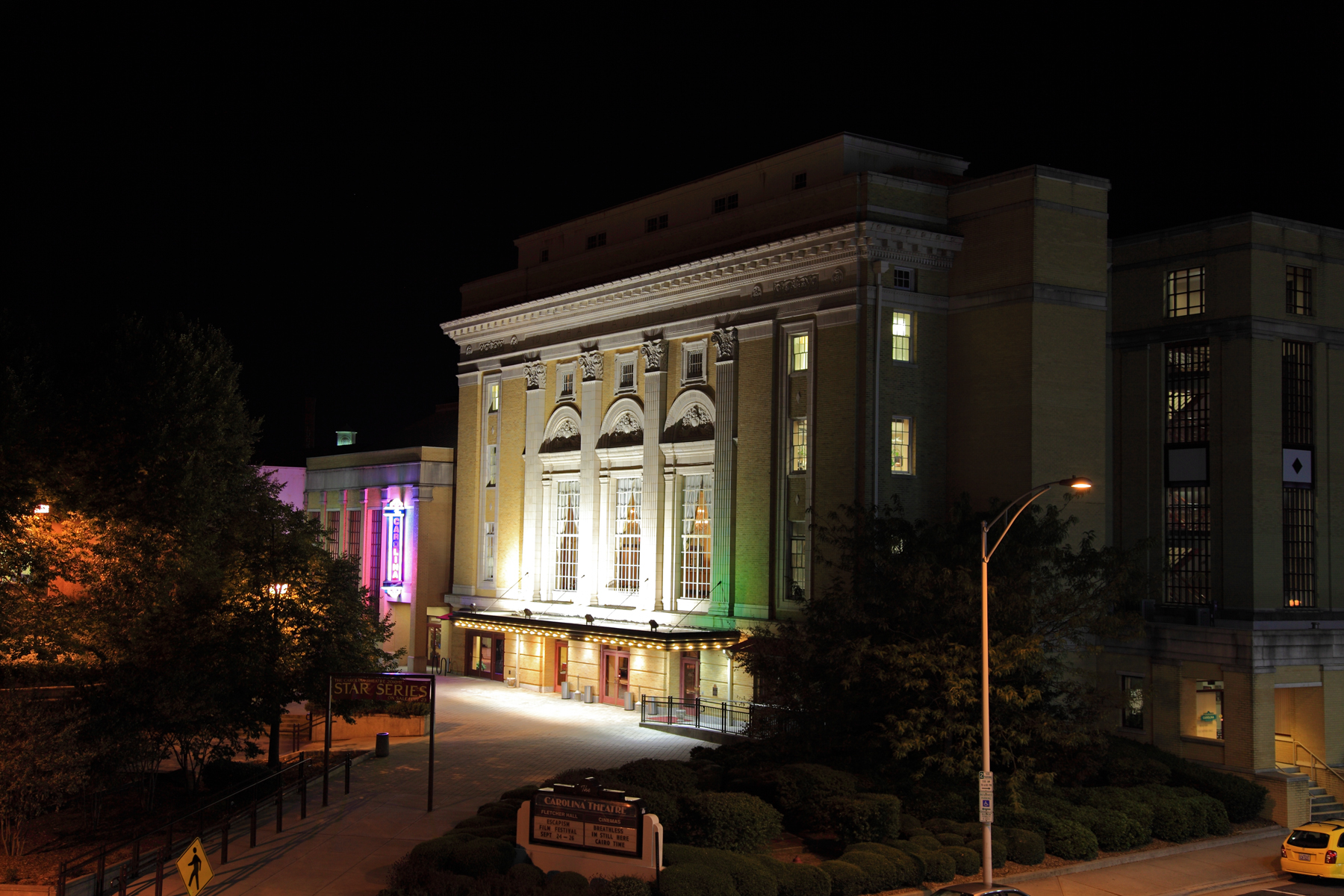
Театр Каролина
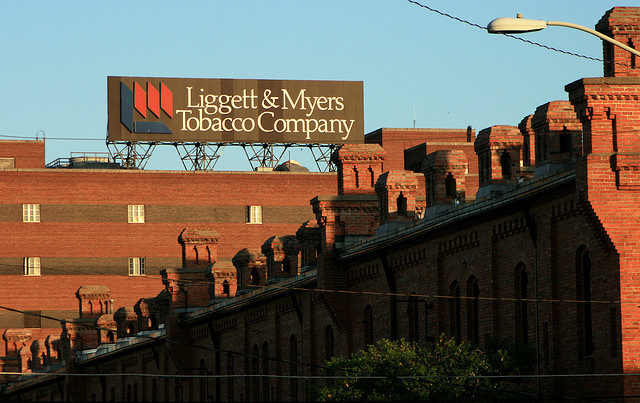
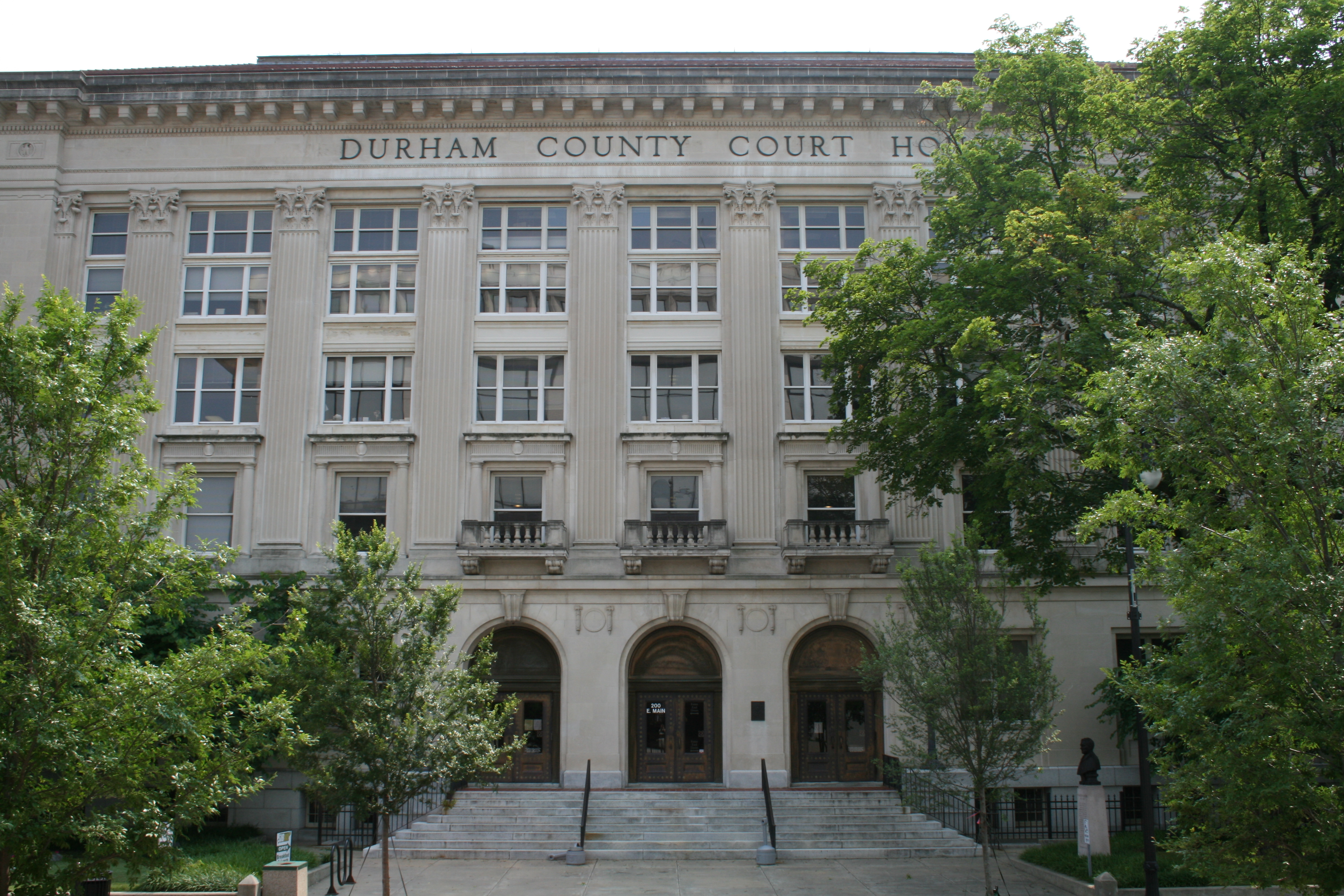
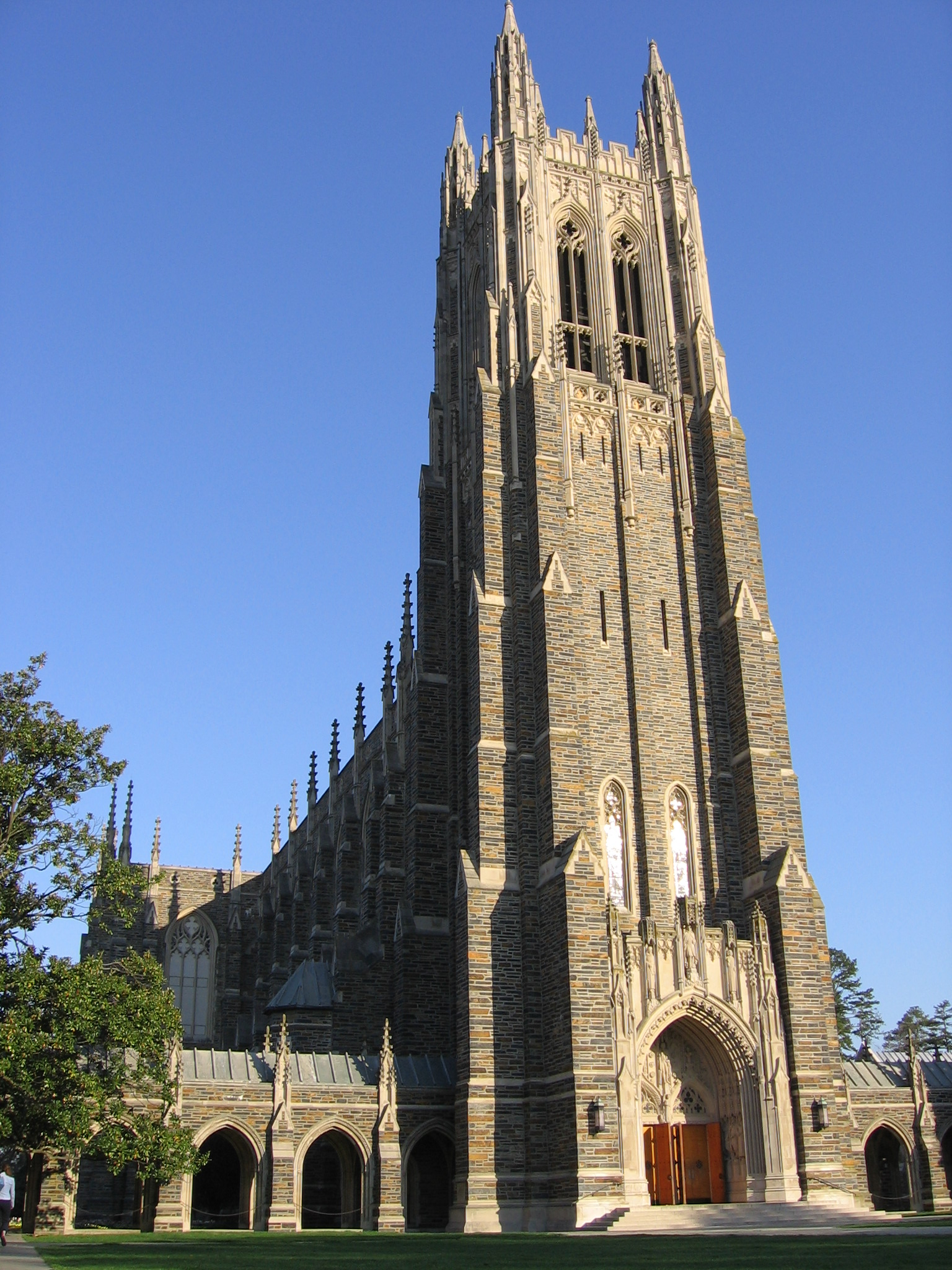
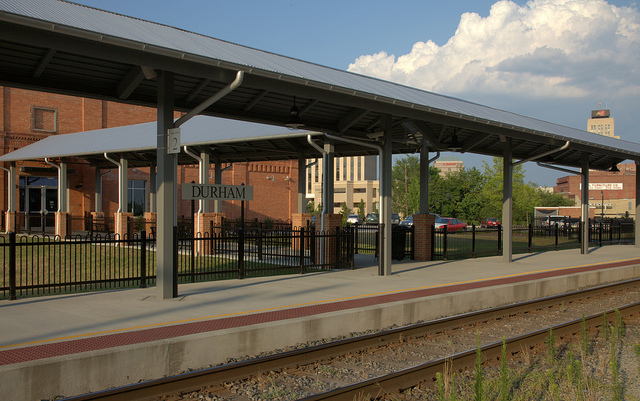
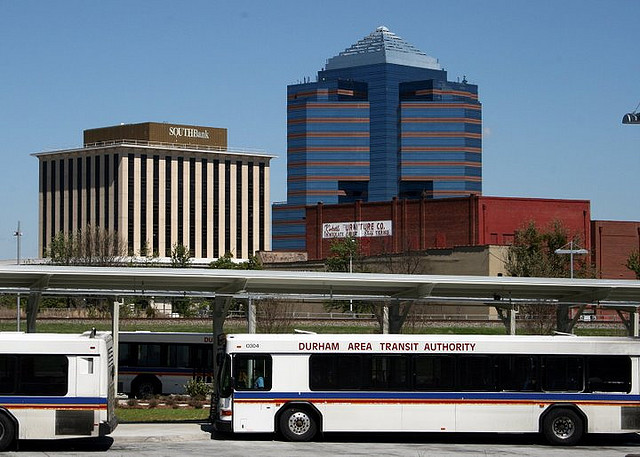